# ISO 20022
ISO 20022 is een internationale standaard voor het uitwisselen van financiële gegevens (Unifi, UNIversal Financial Industry berichtsysteem).
Mogelijke formaten zijn XML en ASN.1.
Deze norm vervangt diverse al of niet gestandardiseerde bankdocumentformaten.
Het werd vanaf 2005 ontwikkeld om financiële gegevens op een standaard manier te kunnen uitwisselen tussen banken en bedrijven enerzijds en tussen banken anderzijds.
Een stimulatie voor de implementatie van ISO 20022 was de invoering van de Europese SEPA betalingsstandaard in 2014.
Een belangrijke partner in de ontwikkeling en implementatie was SWIFT.

## De standaard
De huidige editie van de standaard omvat 8 delen, gepubliceerd in mei 2013:
- ISO 20022-1: Meta model
- ISO 20022-2: UML profiel
- ISO 20022-3: Modellering
- ISO 20022-4: XML schema generatie
- ISO 20022-5: Reverse engineering
- ISO 20022-6: Boodschaptransmissie characteristieken
- ISO 20022-7: Registratie
- ISO 20022-8: ASN.1 generatie

## Implementaties
Cashmanagement voor bedrijven en instellingen:
- CAMT.052: Bank naar klant account rapport. Opvolging van online transacties.
- CAMT.053: Bank naar klant rekeninguittreksel. Gedetailleerde en gestructureerde betalingsgegevens.
- CAMT.054: Bank naar klant debit/credit notificatie

## Toepassingen
- Reconciliatie van financiële verrichtingen
- Opzoeken van transacties
- Automatisch importeren van banktransacties in een boekhoudpakket
- Eenvoudige financiële rapportering met Excel
- Archiveren van betalingsverrichtingen

## Voordelen
- Het is een standaard
- Het laat toe om op een eenvoudige manier bankverrichtingen te raadplegen
- Toegankelijker dan b.v. pdf-bestanden